# Ectropis enormis
Ectropis enormis är en fjärilsart som beskrevs av W. Warren 1893. Ectropis enormis ingår i släktet Ectropis och familjen mätare. Inga underarter finns listade i Catalogue of Life.